# Mathias Kräutler
Mathias Kräutler (* 2. Mai 1895 in Wien; † 8. September 1965 in Salzburg) war ein österreichischer Offizier, zuletzt Generalmajor im Zweiten Weltkrieg.

## Leben
Kräutler diente als Offizier im Ersten Weltkrieg nach dem Besuch der Theresianischen Militärakademie in der Österreich-Ungarischen Armee. Nach dem Krieg wurde er ins Bundesheer übernommen.
Nach dem Anschluss Österreichs am 15. März 1938 wurde er in die Gebirgsjägertruppe der deutschen Wehrmacht übernommen. Im Zweiten Weltkrieg diente Kräutler in verschiedenen Stellungen und führte unter anderem in den letzten Tagen des Krieges als Kommandeur die 9. Gebirgs-Division (Nord).
Er wurde bis 1947 in britische Kriegsgefangenschaft, unter anderem im Lager „Island Farm“, festgehalten.

## Auszeichnungen
- Eisernes Kreuz (1939) II. und I. Klasse
- k.u.k. Österr. Silberne Militär-Verdienst-Medaille (“Signum Laudis”) am Bande des Militär-Verdienstkreuzes mit Schwertern
- k.u.k. Österr. Bronzene Militär-Verdienst-Medaille (“Signum Laudis”) am Bande des Militär-Verdienstkreuzes mit Schwertern
- Medaille Winterschlacht im Osten 1941/42
- Infanteriesturmabzeichen in Silber
- Deutsches Kreuz in Gold am 20. Jänner 1945

## Werke
- Zusammen mit Karl Springenschmid: Es war ein Edelweiss: Schicksal und Weg der Zweiten Gebirgsdivision, 1962.